# Chris Penso
Chris Penso (* 28. April 1982) ist ein US-amerikanischer Fußballschiedsrichter.
Im Juli 2008 leitete Penso sein erstes Spiel in der USL Championship. Seit April 2011 ist Penso Schiedsrichter in der Major League Soccer (MLS); er leitete bisher über 220 Spiele.
Von 2013 bis 2015 stand er auf der Liste der FIFA-Schiedsrichter, seit 2021 als Videoschiedsrichter.
Beim olympischen Fußballturnier 2020 in Tokio wurde Penso als Videoschiedsrichter eingesetzt.
Chris Penso ist mit Tori Penso verheiratet, die ebenfalls Schiedsrichterin ist. Gemeinsam haben sie drei Kinder.